# Me kammetje
Me kammetje is een hitsingle van de Nederlandse zanger/komiek André van Duin uit 1981, uitgebracht op het CNR-label. Het was een zogenoemde dubbele A-kant met het liedje Ik heb 'm nog wel..., uitgevoerd door Van Duin onder het pseudoniem Jut & Jul. Beide liedjes zijn gecomponeerd door Van Duin en geproduceerd door Ad Kraamer.

## Inhoud
Het liedje gaat over een ik-persoon die zijn kammetje kwijt is. Dat leidt tot verschillende problemen, zoals: "Ik voel met net een nar / M'n haar zit door de war". Veel meer dan de mededeling dat zijn kammetje kwijt is, heeft de ik-persoon niet te melden. In totaal wordt 151 keer de woorden "Me kammetje" gezongen. Het lied vertelt niet hoe de kam is kwijtgeraakt en of (en zo ja, hoe) de kam weer wordt teruggevonden

## Videoclip
Voor het liedje werd een clip opgenomen voor het tv-programma Toppop in speeltuin Oud Valkeveen in Naarden. De eerste helft van de clip speelt zich af in het doolhof, de rest in een ander deel van de speeltuin..
In de clip wordt André van Duin vergezeld door drie anonieme acteurs, die ook op de hoes van de single zijn afgebeeld. Het liedje is ook uitgebracht met een alternatieve single-hoes: op de ene kant staat Van Duin met een kam in zijn hand, op de andere kant staat hij verkleed als het duo Jut & Jul om het liedje Ik heb 'm nog wel...  aan te prijzen.

## Hitnotering

### Nederlandse Top 40
| Positie: | 30 | 25 | 21 | 18 | 20 | 32 | 39 | uit |

### NederlandseNationale Hitparade
| Positie: | 21 | 5 | 9 | 13 | 14 | 19 | 35 | uit |